# Castello di Cusano Mutri
Il castello di Cusano Mutri era una architettura medievale che dominava il centro storico di Cusano Mutri e di cui oggi restano alcuni ruderi.

## Storia
Sull'origine del castello non si ha alcuna documentazione scritta anche se un forte era già citato nella bolla di papa Felice III che nel 490 elesse il primo parroco della chiesa di san Pietro, sita appunto presso le mura del castello come ancora oggi.
L'attuale costruzione è però da includere nell'insieme delle fortificazioni che i Sanframondi costruirono entro la metà del XIII secolo nei loro feudi.
Il castello venne assaltato nel 1780 durante una insurrezione di contadini che lo diedero alle fiamme.

## Descrizione
I ruderi dell'edificio sono maggiormente visibili in piazza Lago dove sono ancora siti su di uno sperone di roccia.
Grazie ad un documento del XVIII secolo trovato negli archivi parrocchiali è stato possibile ricostruire la distribuzione interna degli ambienti.
Alla destra del castello sorgeva la chiesa di San Pietro, ancora oggi esistente e dove i feudatari vi accedevano tramite un passaggio interno che conduceva ad un corretto a loro riservato. Al centro del fabbricato era un ampio cortile in parte coperto sul quale si affacciavano le camere per i forestieri, l'accesso allo studio ed alla cantina ed una stalla per otto cavalli. Per una scala si accedeva al grande salone che, illuminato da tre finestre, dava verso est. Seguivano l'anticamera, la cucina, la dispensa, il granaio, cinque camere ed infine la torre a due piani con una comoda cisterna e che nel '700 era usata come colombaia.